# Guido Hüsgen
Guido Hüsgen (* 4. Juli 1969 in Emmerich) ist ein deutscher Sportreporter.

## Leben
Guido Hüsgen absolvierte nach seinem Abitur (1990) und Wehrdienst ein Studium der Sportwissenschaften an der Sporthochschule in Köln,
im Anschluss machte er bei einem Mönchengladbacher Lokalradio, Radio 90,1, ein zweijähriges Volontariat.
Ab 1998 arbeitete Hüsgen bei Antenne Düsseldorf. Hier leitete er die Sportredaktion und moderierte bis 1999 die Nachmittagssendung. Darüber hinaus kommentierte er die Spiele von Fortuna Düsseldorf. Seit Dezember 1999 ist er Sportreporter bei Antenne Bayern, wird dort aber als Sportredakteur bezeichnet. Er kommentiert dort die Spiele des FC Bayern München sowie die Länderspiele der deutschen Fußballnationalmannschaft.
Zu den wichtigsten Ereignissen seiner Karriere gehören das Championsleague-Finale 2001 zwischen dem FC Bayern München und dem FC Valencia sowie der Kommentar des Endspiels der Fußball-Weltmeisterschaft 2006. Hüsgen war darüber hinaus auch Reporter und Kommentator bei den Olympischen Sommerspielen 2004 und bei der Tour de France.
Seit Beginn der Fußball-Bundesliga-Saison 2006 ist Hüsgen Kommentator beim Bezahlfernsehsender Premiere. Darüber hinaus ist er als Projektmanager und Medienbeauftragter bei einem großen deutschen Motorsportveranstalter tätig. Nebenbei moderiert Hüsgen immer wieder verschiedene Events und ist als Synchronsprecher tätig. Überdies ist Hüsgen Mitglied der Redaktion von Virgo Film und Faro TV.
Hüsgen moderiert aktuell diverse Sportarten beim Pay-TV-Sender DAZN.
Guido Hüsgen ist Vater von zwei Kindern.